# Marko Attila Hoare
Marko Attila Hoare (né en 1972) est un historien britannique de l'ex-Yougoslavie dont les écrits portent en particulier sur l'Europe du Sud-Est, y compris la Turquie et le Caucase. Il est le récipiendaire du prix 2010 du Congrès des Bosniaques d'Amérique du Nord (CNAB) "pour ses contributions exceptionnelles à présenter la vérité historique et à s'élever contre le déni du génocide",. Il fut chercheur postdoctoral de la British Academy et chercheur de la faculté d'histoire de l'université de Cambridge puis devint professeur à l'université Kingston à Londres et depuis 2017 professeur émérite à l'Sarajevo School of Science and Technology (en),.

## Éducation
Hoare est le fils du traducteur britannique Quintin Hoare (en) et de la journaliste et historienne croate Branka Magaš. Il obtint une licence en histoire converti plus tard en maîtrise de l'université de Cambridge, un MPhil (1997) et un doctorat de l'université Yale (2000),.